# Glossaire de la menuiserie
Ce glossaire reprend les termes anciens et nouveaux repris dans la menuiserie.
Voir aussi : Lexique de la construction 
- Haut – A
- B
- C
- D
- E
- F
- G
- H
- I
- J
- K
- L
- M
- N
- O
- P
- Q
- R
- S
- T
- U
- V
- W
- X
- Y
- Z

## A
- Abattant - On nomme ainsi un volet ferré par le haut, et qui se lève au moyen d'une corde passée dans une poulie ; c'est une tablette à hauteur d'appui, ferrée par des pentures dessous, et soutenue par un crochet. C'est aussi la portion du dessus d'un comptoir ferrée par des briquets et qui se lève et se baisse à volonté pour donner passage[1].
- Affleurer - Dresser le parement des planches qui sont jointes, ou le joint d'un bâti avec son panneau; Affleurer du parquet c'est le corroyer en place avec les rabots sur la rive des feuilles et des frises[1].
- Affourcher - Voir Embrèvement[1].
- Affûtage - Se compose d'un établi de varlopes, d'un guillaume, d'un feuilleret, d'un rabot, d'un ciseau, d'un fermoir, d'un valet et d'un marteau[1].
- Ais - Tringles en bois de bateau qu'on emploie pour les cloisons à claire-voie ; ais de boutique - On nomme ainsi les planches qui servent de fermeture au-dessus de l'appui ; elles sont ordinairement à feuillure et se glissent entre deux coulisses ou sur une cimaise[1],
- Alaise - Ce qui entre dans un panneau de lambris dans une cloison, une porte pleine, un plancher, une planche étroite servant à compléter la mesure : une tringle que l'on rapporte sur la rive d'une vieille porte rétablie ou dans un panneau, ou sur le bâti d'un lambris, se nomme de même, comme aussi les tringles circulaires qui forment le fût d'une colonne creuse[1].
- Alcôve - Une niche faite en menuiserie, dans laquelle on place un lit[2].
- Alette - Nom des pieds droits d'une niche carrée[2].
- Angle - point de rencontre de deux lignes, soit droites soit courbes[2].
- Anse de panier - Cintre qui à la forme d'un demi-ovale pris sur son grand axe[2].
- Aplomb - Toutes lignes perpendiculaires à l'horizon[2].
- Appui (Pièce d') - La traverse dormante au-dessous d'un châssis de fenêtre[note 1] qui pose sur la tablette en pierre[2].
- Architrave - Partie lisse qui est en contrebas d'une corniche, et qui est terminée par un astragale ou autre moulure[2].
- Archivolte - Revêtement extérieur d'une arcade plein cintre, le plafond intérieur de cette même arcade, ou la moulure qui encadre la partie circulaire d'une porte, d'une fenêtre[note 1], de même le châssis vitré ou portion d'une fenêtre[note 1] qui ferme cette partie cintrée[2].
- Armoire - Meuble qui sert dans les offices, garde-robes ; c'est aussi toute devanture de menuiserie servant à masquer un renfoncement à côté d'une cheminée - Placard[2].
- Arasement - Extrémité d'une traverse à la naissance du tenon, laquelle vient joindre le battant à l'endroit de l'assemblage ; araser un panneau ou une porte, c'est faire affleurer l'un ou l'autre avec son bâti, de sorte qu'il lui soit égal d'épaisseur d'un ou des deux côtés ; lambris arasé[2].
- Arrière-corps - Champ de lambris ou d'autres boiseries, qui est assemblé en renfoncement avec un autre. On nomme aussi avant ou arrière-corps toute partie de menuiserie faisant saillie ou retraite sur une autre[2].
- Assemblage : On nomme ainsi l'union et la jonction de - Deux ou de plus de parties ensemble[2]. Pour les différentes sortes d'assemblage, voir aussi l'article Assemblage bois.
  - Assemblage à rainure et languette - Assemblage qui sert à joindre des planches les unes à côté des autres pour une cloison, un plancher, une porte pleine, un panneau, etc.; Assemblage à rainure et languette et avec clef - Celui-ci est en usage pour les portes pleines en chêne et autres parties de menuiserie unie, comme cloisons, revêtements auxquels on veut donner plus de solidité[3].
  - Assemblage à entaille - Ce travail consiste à faire un ravalement dans l’épaisseur de deux pièces de bois d'une largeur égale à celle de chaque pièce, de manière qu'elles puissent entrer à plat l'une dans l'autre - Il a lieu particulièrement pour les tringles de tenture[3].
  - Assemblage à embrèvement simple - Il a lieu pour assembler le panneau d'un lambris ou d'une porte dans le bâti lorsque le panneau est en saillie sur le bâti - On en fait aussi usage pour les cadres des portes[3].
  - Assemblage à double embrèvement - Celui au moyen duquel on assemble ordinairement le cadre d'une porte ou d'un lambris avec le bâti[3].
  - Assemblage à enfourchement simple et double - Assemblage qui se fait plus particulièrement pour assembler la pièce d'appui et les traverses du haut d'une fenêtre[note 1] avec les montants du châssis et du dormant[3].
  - Assemblage à enfourchement double et à barbe allongée - Celui-ci a lieu pour des bois de forte épaisseur, comme des poteaux de 4 à 6 pouces, et qui portent une feuillure sur une des arêtes ou rives[3].
  - Assemblage à tenon, et mortaise - Celui-ci est en usage pour assembler les montants et traverses de toutes les espèces de bâtis et huisseries, etc.[3].
  - Assemblage à tenon et à onglet - Il se fait pour toutes les espèces de chambranles, pour des battants et traverses ravalés de moulures, ainsi que pour les emboitures encadrant des dessus de tables et autres meubles, et pour des frises de foyer et autres[3].
  - Assemblage à queue d'aronde - Celui-ci concerne les encadrements des tiroirs, ou l'assemblage des angles des réservoirs, caisses, coffres, etc.[3].
  - Assemblage à queue d'aronde recouverte et d'onglet - On assemble ainsi les socles, fûts et corniches de piédestaux, et autres menuiseries semblables dont on veut, dans les joints verticaux, cacher le bois debout, c'est-à-dire le bout des planches[3].
  - Assemblage à trait de Jupiter - Cet assemblage a lieu lorsqu'il faut allonger des battants de chambranle, de dormant et de châssis de fenêtre[note 1]; enfin de tous battants ou bâtis dont la diminution est plus grande que n'est la longueur ordinaire des bois destinés à la menuiserie; On fait aussi le même assemblage pour des champs d'archivolte d'autres parties de menuiserie cintrées sur le plat, qu'il faut faire de plusieurs courbes, afin de trancher le moins possible le fil du bois[3].
  - Assemblage à trait de Jupiter avec renfort au collet - Ce travail a lieu lorsqu'il faut rallonger des battants ou réunir des courbes, lorsque les bois sont de forte épaisseur[3].
  - Assemblage à tenon et à double onglet - Ainsi que l'on assemble les traverses intérieures des lambris ou portes qui ont des moulures sur les deux rives[3].
  - Assemblage à double tenon et à enfourchement, avec un arasement carré d'un côté et onglet de l'autre - Cet assemblage se fait aux traverses de portes à cadre qui ont d'un côté des moulures, et qui, de l'autre, sont sans moulure[3].
  - Assemblage à onglet et à double languette - Celui qui se fait ordinairement pour cacher l'épaisseur de deux battants ou champs qui sont joints en retour d'équerre[3].
  - Assemblage en flûte ou à sifflet - Il a lieu, de même que l'assemblage à trait de Jupiter, pour enter ou allonger des battants qu'on amincit à contre-sens, afin qu'étant unis ils ne semblent faire qu'une même pièce; ce qui le rend plus propre que celui à trait de Jupiter, au moyen de ce qu'on ne fait point usage de clefs[3].
- Assemblage (ouvrage d') - On entend par ce mot toute menuiserie composée de plusieurs pièces assemblées à tenons et mortaises, et qui renferment des panneaux qui y sont embrevés[3].
- Astragale - Moulure de la figure d'une baguette coupée en deux avec filet au-dessous ; elle est simple ou double ; elle s'emploie sous les chapiteaux de pilastres, et quelquefois on la rapporte ou on l'élégit sur des champs lisses de lambris et autre menuiserie[4].
- Aubier - Partie blanche, molle et spongieuse qui, dans les arbres, se trouve entre l'écorce et le bois ; elle est quelquefois d'un pouce et demi d'épaisseur dans le chêne[4].
- Auvent - Petit toit formé par des planches avec des tringles de recouvrement rapportées sur les joints[4].
- Avant-corps - Champ de lambris ou d'autre menuiserie qui est rapporté sur un autre, ou qui, embrevé avec celui-ci, forme une saillie[4].
- Axe - Voir Mandrin[4].

## B
- Bâche - Caisse sans fond et couverte de châssis vitrés qu'on place sur une couche dans un potager pour élever les plantes[4].
- Baguette - Moulure ayant la figure d'un demi-cercle ou des trois quarts d'un cercle qu'on pousse sur la rive d'un battant de porte ou sur la rive de chaque planche d'une porte ; ou sur un cadre de lambris, une bordure, un chambranle[4].
- Baie - On entend par ce mot toute ouverture qu'on pratique dans une cloison pour faire une porte, une fenêtre[note 1],[4].
- Balustrade - Appui formé de balustres ou autres montants unis assemblés dans une traverse haut et bas[4].
- Balustre - Petite colonne ou pilastre orné de moulures, rond ou carré[4].
- Bande ou Bordure de parterre - On appelle ainsi des planches dont une des rives est ornée d'une moulure et qui servent à décaisser les terres.
- Bandeau - Hanche mince et étroite servant à couronner un lambris de hauteur sur la rive duquel on fait supporter toutes les inégalités des plâtres du plafond - On nomme ainsi toutes bandes de même bois qu'on pose perpendiculairement pour boucher un vide ou cacher un joint, tel que derrière un chambranle de fenêtre[note 1], sur la rive d'un lambris, etc.[5].
- Banquette - Revêtement en lambris ou en planches unies que l'on place entre le dessous d'une fenêtre[note 1] et le plancher, qui est couronné d'une cimaise ou recouvert d'une tablette avec plinthe par le bas soubassement[5].
- Banquette - Siège sans dossier, d'une longueur capable de tenir plusieurs personnes assises[5].
- Barbacane - Ouverture longue et étroite que l'on fait dans les planches d'une porte de cave pour le courant d'air[5].
- Barbe - Nom du bois qui excède l'arasement intérieur d'une traverse[5].
- Barre d'enfonçure - Barres placées dans un bois de lit ou couchette. Voir Goberge[5].
- Barre - Tringle ou portion de planche qui est brute ou corroyée, mais non assemblée, que l'on cloue en travers des cloisons de distributions, ou des cloisons de caves ou de clôtures, et quelquefois derrière des panneaux de lambris pour entretenir les planches[5].
- Barre à queue - Tringle corroyée sur son épaisseur hors d'équerre et que l'on embrève dans un ravalement fait angulairement au travers des planches d'une porte, d'un panneau de lambris, ou d'un panneau d'embrasement pour empêcher les planches de se disjoindre ou de cofiner[5].
- Barreau - Tringle de bois carrée, posée verticalement, qui sert à fermer quelque passage, baie de fenêtre[note 1], ou qui fait partie d'une porte à jour par le haut, ou d'une grille sur un mur d'appui, ou bien d'une barrière et qui est assemblée haut et bas dans une traverse[5].
- Barrière - Enceinte formée de traverses haut et bas, remplie de barreaux pour fermer une cour, un jardin, etc.[5].
- Barrière de clôture - Clôture faite en planches de bateau clouées sur une carcasse en charpente entourant un terrain destiné à bâtir, ou pour celui sur lequel on bâtit, ou bien encore qui sépare la voie publique d'une maison qu'on rétablit[5].
- Base - Moulure saillante couronnant le parquet au bas d'une porte cochère : c'est aussi la partie inférieure d'une colonne[6].
- Basile - Pente ou inclinaison du fer d'un rabot, d'une varlope - On la nomme aussi coupe[6].
- Bâti - Assemblage de montants et de traverses qui composent un tout - Ainsi les battants et traverses qui reçoivent le panneau d'un lambris, d'une porte, d'une face d'armoire, d'un parquet de glace, en sont le bâti ; il en est de même des montants et traverses d'une persienne qui reçoivent l'assemblage des lames ; Dans le toisé, on désigne aussi sous le nom de bâti tous montants et traverses, champs et alaises, corroyés de trois ou quatre faces, assemblés soit à tenon, soit à rainure ou languette, ayant ou non des feuillures ou une moulure sur une rive.
  - Bâti dormant - Bâti qui reçoit la ferrure des diverses espèces de portes, de persiennes, de châssis ; on donne aussi ce nom à des champs unis qui sont assemblés à tenons et mortaises, ou à rainures et languettes.
  - Bâti double - Un second bâti assemblé à l'intérieur d'un autre : il a lieu dans un vantail de porte cochère, lorsque dans celui-ci s'ouvre un guichet.
  - Bâti de rive - On nomme ainsi le premier bâti d'une porte cochère.
  - Bâti d'encadrements - Bâti qui règne sur les quatre côtés d'une feuille de parquet ; c'est aussi le bâti extérieur d'un panneau de tenture.
  - Bâti de remplissage - Celui-ci est le bâti intérieur d'un parquet de glace ou d'un fond d'armoire fait en parquet.
  - Bâti de foyer - Voir Frise.
  - Bâtis de tenture  - Bâtis qui est assemblé à tenon et mortaise, et sur lequel on cloue la toile qui doit être recouverte de papier ou d'étoffe en tenture[6]. Voir châssis.
- Battant - Nom de chaque pièce de bois placée perpendiculairement, et dans laquelle on fait des mortaises où viennent s'assembler les tenons des traverses - Les battants prennent différents noms, selon l'ouvrage auquel ils sont employés ; ainsi on dit battant de fenêtre[note 1], de porte, de lambris, de persienne, de parquet, comme on dit bâti - On appelle encore battant les pièces de bois brut qui portent quatre pouces d'épaisseur, douze pouces de largeur, et qui sont destinées à former le bâti d'une porte cochère ; Battant-meneau - Montant intérieur d'un des deux châssis d'une fenêtre[note 1] qui entre dans la gueule de loup ; Battant de gueule de loup - Second montant intérieur de l'autre châssis qui porte côte et reçoit le premier ; Battant - Moitié d'une porte ou d'une fenêtre[note 1] qui s'ouvre en deux parties ; Battant flotté - Celui qui présente une plus grande largeur sur un des parements d'une porte que sur l'autre, par le moyen d'un ravalement fait de la demi-épaisseur du bois[7].
- Battement - Barre de bois mince rapportée sur la rive d'un des vantaux d'une porte, d'un volet, pour recevoir l'autre et cacher la jonction des deux vantaux[7].
- Bec de cane - Outil à fût dont l'extrémité du fer est recourbée en forme de croissant ; il sert à dégager et à arrondir le derrière des talons[7].
- Bec d'âne - Outil portant un biseau servant à faire les mortaises[7].
- Biseau - Petite face inclinée du tranchant d'un outil acéré ; un ciseau en a un, un fermoir en a deux[7].
- Blanchie - C'est le nom d'une planche qu'on a corroyée à la varlope[7].
- Blanchir - Action de découvrir la face des planches et d'en faire disparaître les inégalités les plus considérables sur le plat du bois seulement[7].

Bois
- - Bois d'échantillon - Bois qui est assujetti à différentes épaisseurs et largeurs. Voir Échantillon[8].
  - Bois corroyé - Celui qui a été dressé à la varlope et au rabot[8].
  - Bois de sciage - Tout bois destiné à la menuiserie[8].
  - Bois tranché - Bois qui a des fils obliques qui coupent la pièce et la rendent peu propre à faire des battants et des traverses, se nomme ainsi[8].
  - Bois nouailleux ou noueux - Bois plein de nœuds, difficile à travailler, peu propre et peu solide[8].
  - Bois petits - Montants et traverses qui sont à l'intérieur d'un châssis vitré ou d'un châssis de fenêtre[note 1], qui sont ornés de moulures et ravalés de feuillures pour recevoir les verres[8].
- Boiser - Action de revêtir de lambris les murs d'une chambre[8].
- Boiserie - Ouvrage formé de bâtis, panneaux, plinthes et cimaises, pour revêtir les murs lambris[8].
- Bordure - Tringle de bois étroite et ornée d'une ou de plusieurs moulures assemblées d'onglet, qu'on rapporte au pourtour d'une glace, de papiers ou étoffes en tenture[8].
- Bouge - Porte, fenêtre[note 1] qui s'est tourmentée, arquée ; poteau, battant qui est bombé - Contraire de creux[8].
- Bout (bois de) - Désigne les tenons, mortaises ou languettes, lorsque les fibres du bois sont disposés sur la largeur, longueur ou épaisseur de ces mêmes tenons, mortaises et languettes[8].
- Bouvement - Outil dont le fer est affûté en contre-partie d'une doucine, et qui sert à pousser cette moulure - Il en est un second qu'on nomme doucine à baguette[9].
- Bouvet - Espèce de rabot qui est toujours par paire, parce qu'il sert à faire les rainures et languettes des planches que l'on veut réunir les unes à côté des autres ; l'un des deux à un fer fourchu qui sert à faire la languette, et l'autre à un fer étroit comme un bec d'âne, et sert à faire la rainure ; Il en est un second qu'on nomme bouvet de deux pièces, dont les chevilles sont mouvantes afin de le rendre propre à être rallongé à volonté, et sur lequel se montent divers outils pour faire des rainures, élégissements et autres ravalements[9].
- Bouvement (moulure) - Nom qu'on donne à la doucine : moulure la plus utilisée pour les lambris les plus simples - On appelle ceci lorsque cette moulure est seule, lambris assemblés à bouvement simple. Voir Planches[9].
- Breté (fer) - Voir Rabot à dents[9].
- Brisure - Joint dont les arêtes intérieures sont arrondies - Pourquoi on dit la brisure d'une porte, d'un volet, d'une table[9].
- Broche - Cheville de fer servant à arrêter la menuiserie[9].
- Brute (planche) - Planche qui n'est pas corroyée - On dit lambris brut, celui qui n'est pas corroyé derrière ; cloison brute, plancher brut celle ou celui dont les planches sont jointes avec ou sans rainure et languette, mais dont le parement ou la face des planches n'est pas blanchie[9].
- Bûcher - ou trancher les fibres du bois dans le sens perpendiculaire
- Butée d'établi - Cheville en bois ou en fer servant à immobiliser le travail sur l'établi en association avec un valet ou une presse.

## C
- Cadre - Ornement qui est poussé ou rapporté sur des montants et traverses de boiserie à laquelle il donne un caractère distinctif - C'est pourquoi on dit que la menuiserie est à grand ou à petit cadre, selon la forme de ce dernier ; On dit aussi cadre ravalé, cadre embrevé. - Voir Lambris[9].
  - Cadre flotté - Cadre d'une porte qui a un profil plus large sur un parement que sur l'autre[9].
  - Cadre de glace, de tenture - Voir Bordure[9].
  - Cadre rapporté - Moulure que l'on cloue sur une porte pleine pour figurer une porte d'assemblage, ou bien sur le bas des murs et cloisons pour figurer un lambris d'appui ou de hauteur[9].
- Caisson - Un ou deux bouts de tringle assemblés par une languette en retour d'équerre que l'on ajuste haut et bas des volets et de la même largeur du dormant de fenêtre[note 1], pour, lorsque ceux-ci sont ouverts et ployés derrière les chambranles, qu'il ne reste point de vide entre eux, la banquette et le plafond[9].
- Cale - Petit morceau de bois en forme de coin, servant à appuyer des bâtis de tentures ou des panneaux, etc.[10].
- Calibre - Courbe ou modèle d'un cintre servant à tracer ce dernier[10].
- Calotte - Espèce de voussure cintrée, tant sur le plan que sur l'élévation[10].
- Cannelure - Évidement demi-circulaire que l'on fait dans le fût d'une colonne ou d'un pilastre[10].
- Carcasse - bâti d'une feuille de parquet garni de toutes ses traverses, où il ne manque que les panneaux de remplissage[10].
- Carré ou Filet - Partie lisse et plate qui sert à couronner ou, pour mieux dire, à séparer les moulures[10].
- Carreau - Bout de planche carrée servant à remplir les feuilles de parquet - Voir Panneau[10].
- Case - Toutes divisions ou cloisons faites dans un tiroir ou autres caisses[10].
- Caussiné, Cauffiné (bois) - Ce nom s'emploie pour désigner le bois qui, après avoir été bien dressé, s'est déjeté et est devenu gauche[10].
- Cavet - Moulure de forme circulaire en quart de cercle[10].
- Cintrage - Technique qui consiste à courber le bois pour lui donner une forme arrondie ou cintrée.
- Cerce - Toute courbe faisant partie d'une voussure, d'une calotte[10].

ChambranleEncadrement de baie de porte, de fenêtre, de cheminée, de niche, faisant saillie sur le nu du mur ou de la boiserie, orné de plus ou moins de moulures, qui reçoit la ferrure de la porte et l'assemblage de l'embrasement de la baie - Il en existe différentes sortes décrites à l'article « Chambranle. ».
- Chants - (souvent écrit abusivement "champs") - Parties lisses et unies que forment les bâtis autour des cadres et des moulures de toutes espèces de menuiserie ; on dit le chant d'une porte, d'un cadre ; On nomme chant la partie la plus étroite d'une pièce de bois ; ainsi on dit qu'une planche est sur le chant, lorsqu'elle est sur l'épaisseur : la face la plus large se nomme le plat[11].
- Chanfrein (abattre en) - Mettre hors d'équerre l'arête d'une barre[11].
- Chanfrein - Petite surface formée par l'arête abattue d'un battant , d'une barre[11].
- Chanlatte - Tringle chanfreinée sur les deux rives, ayant la forme de tiers-point, que souvent ou emploie pour remplir les angles du fond d'une mangeoire[11].
- Chantourner - Cintrer un battant  ou une planche sur une ou ses deux rives ; ce qui se fait par le moyen de la scie à tourner, du ciseau, etc.[11].
- Chapiteau - Partie supérieure d'une colonne, d'un pilastre[11].

ChâssisOn appelle ainsi tout bâti dont l'intérieur n'est pas rempli de panneaux. Pour les noms qu'ils prennent suivant leur destination, voir l'article « Châssis ».
- Cherche - On donne ce nom à un cintre d'une courbe irrégulière qu'on ne peut tracer que par plusieurs traits de compas[12].
- Chevauché à joint - Ce mot s'emploie pour désigner les planches qui recouvrent en partie l'une sur l'autre, ou dont les joints des abouts ne se rencontrent pas, comme dans un plancher de frise[12].

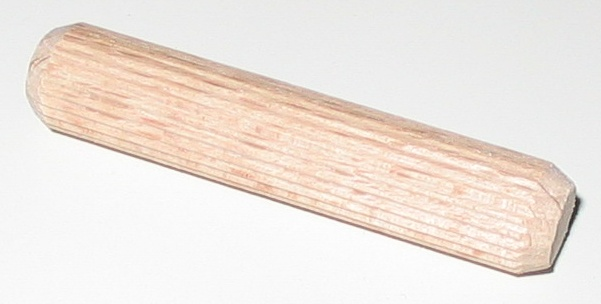
Cheville en bois

- Cheville - Petit morceau de bois rond qui sert à tenir ferme l'assemblage de plusieurs pièces, montants et traverses[12].
- Chevron - Un des échantillons de bois destiné à la menuiserie, qui porte environ trois pouces sur quatre[13].
- Cimaise - Tringle de bois portant moulure et une ou deux rainures pour s'assembler dans la traverse haute d'un lambris d'appui, ou dans la traverse basse d'un lambris de hauteur ; Ce sont aussi les mêmes tringles de bois plus minces que l'on cloue sur les murs pour figurer des lambris d'appui[13].
- Cimaise - Partie d'une grande corniche qui est toute ornée de moulures[13].
- Clef - Espèce de tenon de rapport d'environ quatre pouces de longueur, qu'on rapporte dans deux mortaises pratiquées sur l'épaisseur de deux planches que l'on colle et cheville pour éviter qu'elles ne se déjoignent[13]; On donne aussi ce nom à un coin qui sert à tenir et serrer un assemblage à trait de Jupiter, comme aussi à un autre coin qui sert à faire tendre la toile et tenir l'assemblage aux angles d'un châssis de tableau ; C'est aussi une pareille pièce de bois qui entre dans la mortaise pratiquée dans un tenon au bout d'une traverse ou lierne passant au travers d'une courbe, ou d'une entretoise qui traverse un montant d'échafaud[13].

CloisonSéparation d'une pièce d'appartement d'avec les autres - Il y en a de différentes sortes décrites à l'article « Cloison ».
- Coffiner ou déjeter - Terme qui signifie qu'une pièce de bois s'est tortuée sur sa longueur et sur sa largeur[14].
- Coin - Petit morceau de bois qu'on place dans la lumière du fût d'un outil[14].
- Col - Partie supérieure d'un balustre[14].
- Colifichet - Petit panneau triangulaire qui, dans une feuille de parquet, est assemblé sur chacun des quatre côtés de la feuille, entre les pièces d'onglet et le bâti[14].
- Collage des bois - Ce mot désigne l'action de joindre et lier, par le moyen de la colle, plusieurs planches ensemble - Ce terme s'emploie aussi pour exprimer des masses de bois qu'on a collées : ces masses se nomment tapées[14].
- Colle - Matière factice et tenace - Anciennement, il y en avait de deux sortes, celle d'Angleterre et celle de Paris[14].
- Commodités à l'anglaise - Terme ancien pour désigner les sièges (toilette) dont le dessus est composé de plusieurs trappes[14].
- Conduite - Partie excédant le fût d'un outil qu'on nomme aussi joué[14].
- Congé - Petite portion circulaire en quart de cercle, que l'on pousse le plus souvent sur une des deux arêtes d'un battant pour former l'emplacement du nœud des fiches - Il s'en fait aux fenêtres[note 1] et aux portes[14].
- Contrefil - c'est un phénomène observé dans le bois lorsque les fibres ne sont pas orientées dans la même direction, ce qui peut rendre son travail plus complexe. Lorsqu’on rabote ou scie du bois avec du contrefil, les outils ont tendance à soulever ou arracher les fibres au lieu de les couper proprement, créant une surface irrégulière et rugueuse.
- Contre-profiler - Action de creuser une pièce de manière que les moulures, poussées sur une autre entrent exactement dans la première, dont la partie creuse se nomme contre-profil - Aussi faire retourner le profil de la face d'une pièce par ses bouts, ainsi que cela arrive aux extrémités d'une corniche, d'une cimaise[14].
- Contre-marche - Voir Lexique des escaliers
- Contre-vent - Volet de planches emboîtées et barrées que l'on met en dehors d'une baie de fenêtre[note 1],[15].
- Corniche - En général le couronnement d'un corps, tel qu'un parquet de glace, une porte, une armoire, une cloison grillée, par quelques saillies ornées de moulures ; C'est encore les planches qui encadrent le dessous d'un plafond[15].
  - Corniche d'imposte - Celle qui couronne le haut d'une porte[15].
  - Corniche volante - Celle qui est faite avec des planches plus ou moins larges et épaisses, assemblées à rainures et languettes, et dont les faces suivent la forme des divers membres de moulures dont elle est composée[15].
- Cornier - Ce qui forme le coin ou l'encoignure d'une armoire, d'un buffet, etc. - Pied cornier[15].
- Corroyer - Aplanir, dresser, mettre de largeur et épaisseur une pièce de bois quelconque[15].
- Costière - Pilastre à cadre ou uni qui est embrevé dans un parquet, et sert de revêtement au côté d'une cheminée dont le corps est en saillie[15].
- Côte - Partie en saillie d'un des battants du milieu d'une fenêtre[note 1] à deux vantaux servant à recevoir les volets •[15].
- Coulisse - Une tringle dans laquelle on a pratiqué une rainure pour recevoir les tringles de remplissage d'une cloison hourdée ; C'est aussi la tringle dans laquelle glisse une porte, une tablette d'une armoire à garde-robe ; Coulisseau - Tringle de bois qui diffère des coulisses en ce qu'au lieu d'avoir une rainure, on y fait une languette, laquelle sert à porter la chose qui doit couler dedans : tel est un tiroir[15].
- Coupe - Section perpendiculaire ou horizontale d'un sujet, qui en fait voir le profil ou les contours extérieurs[15].
- Coupe - Par ce mot on exprime la manière de disposer les joints des moulures et des champs - On fait des coupes carrées d'onglet ou à bois de fil, des fausses coupes, etc.[16].
- Courbe - On entend, par ce terme la désignation de toutes pièces de bois dont la face ou le plat, ce qui est la même chose est cintrée, soit en plan, soit en bouge[16].
- Courçon - Bout de planche destiné à faire les panneaux de remplissage des feuilles de parquet dont chacune fait deux panneaux ; Voir Merrain[16].
- Couvre-joint - Tringle de bois mince et chanfreinée qu'on rapporte sur les joints des planches d'un toit, d'un auvent, d'un volet, d'une porte charretière[16].
- Crémaillère - Tringle de bois d'environ 12 à 15 lignes de gros, dentelée à égale distance pour recevoir des tasseaux mouvants pour des tablettes[16].
- Crénelure - Ravalement triangulaire qui a la figure d'une dent de scie - On le nomme aussi grain d'orge ; l'outil qui le fait porte le même nom[16].

CroiséeTerme tombé en désuétude et qui désigne en menuiserie, un châssis de fenêtre. Les croisées prennent différents noms, selon leur forme et leur assemblage, décrites à l'article « Fenêtre à croisée ».
- Croisillon - On désigne en général, par ce mot, tous les petits-bois qui remplissent les châssis des fenêtres[note 1] à petits carreaux[17].

## D
- Dé - Partie lisse d'un piédestal, comprise entre sa corniche et son socle[17].
- Débillarder - Action de couper une pièce de bois diagonalement ou d'en enlever une partie pour en former une courbe, un quartier tournant d'escalier - On entend aussi par ce terme ne faire que dégrossir le bois, soit à la scie, soit au fermoir, afin qu'il soit prêt à être corroyé[17].
- Débillardement - On appelle ainsi un élégissement fait dans un battant ou un poteau pour lui donner une forme courbe[17].
- Débiter - Scier les planches suivant les largeurs et longueurs nécessaires pour les ouvrages qu'on veut faire ; c'est aussi tracer de l'ouvrage à différents ouvriers - On entend aussi par ce terme la manière de tirer d'une planche tout le parti possible[17].
- Déboîter - Ôter les traverses des extrémités d'une porte qui tiennent les planches de cette même porte[17].
- Dégagement - Nom de l'élégissement qui détache une moulure de son champ[17].
- Dégauchir - Dresser une planche sur son parement ou sur son épaisseur[18].
- Déjeté - Planche qui, par trop de sécheresse ou d'humidité, se renflant ou se resserrant, devient courbe ou gauche[18].
- Denticule - Petit carré formé par l'évidement qu'on fait dans le filet au-dessous du larmier d'une corniche[18].
- Désassembler - Séparer les pièces d'un ouvrage d'assemblage, comme les bâtis des panneaux d'un lambris, d'une porte, d'une feuille de parquet[18].
- Discoloration - Lors du séchage, les tannins emmenés par l'eau migrent vers la surface du sciage. Sous l'effet de réactions oxydatives, enzymatique et thermique, les tannins condensés se transforment chimiquement et brunissent. Coloration brune sur le pourtour avec un noyau central éclairci. Apparaît après un séchage naturel ou artificiel. Touche principalement le chêne européen[19].
- Dormant - Nom de tout ouvrage qui n'est point mobile ; c'est le bâti d'une porte, d'une fenêtre[note 1], qui est arrêté dans la feuillure de la baie, et qui porte les battants ou châssis et guichets qui y sont ferrés[18].
- Dosse - Planche flacheuse, qui provient des premières levées faites sur le corps de l'arbre - Elle est propre à peu de chose[18]. Les planches prises après les dosses se nomment contre-dosses et sont d'un meilleur usage[18].
- Dosseret - Espace étroit qui reste entre l'angle d'une pièce et l'arête de la baie d'une fenêtre[note 1] ou d'une porte[18].
- Dossier - Partie du dessus d'un siège contre lequel on s'appuie ; c'est aussi la partie pleine du bout d'une couchette[18].
- Doublure (Panneau ou cloison de) - Les planches brutes ou corroyées que l'on cloue sur des barres pour couvrir un mur qui est humide[18].
- Doucine - Moulure et l'espèce de rabot qui sert à la pousser - (Voir aussi Bouvement)[18]. Doucine - Ouverture de fenêtre[note 1] dont la coupe est faite en doucine - Cette ouverture est peu en usage[18].
- Dresser - Dégrossir et corroyer les planches[18].

## E
- Échantillon (Bois d') - Nom des bois que les marchands vendent à une longueur et épaisseur déterminées, comme six, sept, huit, neuf, dix, douze pieds de long sur un pouce, un pouce et demi et deux pouces d'épaisseur[20].
- Écharpe - Barre de bois posée diagonalement au derrière d'une porte charretière ou d'une petite porte ordinaire pour maintenir les planches et leur donner plus de solidité ; C'est aussi, dans une feuille de parquet, la traverse qui est assemblée obliquement des deux bouts à chaque angle du bâti d'encadrement[20].
- Échelle de meunier - Voir Lexique des escaliers
- Échiquet (en) - Poser les feuilles de parquet diagonalement avec les baies de portes ou de fenêtres[note 1], ou les murs de la pièce[20].
- Échiquier - Espèce de compartiment composé de carrés disposés parallèlement avec les côtés de l'ouvrage[20].
- Écoinçon - panneaux triangulaire qui, dans une feuille de parquet, remplit chacun des quatre angles[20].
- Écuyer - Voir Lexique des escaliers
- Effleurer - Voir Affleurer[20].
- Élégir - C'est, en diminuant un champ sur une partie de sa largeur, conserver une saillie sur une rive pour y pousser une moulure, tel qu'un cadre sur un battant de lambris - Ce mot est synonyme à ravalement - On dit aussi d'un battant qu'il est élégi d'une moulure, d'un chant renfoncé, d'un avant-corps ; d'un panneau, qu'il est élégi de plate-bande, etc.[20].
- Ellipse - Figure à peu près semblable à un ovale - Ellipse est donnée par la coupe oblique d'un cylindre ou d'un cône.
- Embase - Terme par lequel on désigne la base ou le bas de quelque chose[20].
- Emboîter - Enchâsser une chose dans une autre à tenon et mortaise - On emboîte une porte, un dessus de table, une tablette[21].
  - Emboîter à l'anglaise - C'est assembler l'alaise qu'on nomme emboîture, à rainure et languette en travers des planches au lieu d'être à tenon comme cela se pratique ordinairement[21].
  - Emboîter à bois de fil - Encadrer une porte, un dessus de table, d'une alaise d'égale largeur qu'on coupe d'onglet aux quatre angles[21].
- Emboîture - Espèce de traverse dans laquelle on fait des mortaises et une rainure pour recevoir les tenons et la languette du bout des planches qui composent une porte pleine ou autre ouvrage[21].
- Embrasement ou Embrasure - Nom de la partie de menuiserie qui revêt l'épaisseur d'un mur, d'un pan de bois, ou d'une cloison au pourtour intérieur d'une baie de porte, d'une fenêtre[note 1] ou d'une niche ; il est souvent d'assemblage si c'est pour un mur, et toujours uni si c'est pour un pan de bois ou une cloison ; Embrasement ravalé - Celui qui est fait en planche entière et élégi au milieu, d'une table ou d'un champ renfoncé[21].
- Embrèvement, Embrever - Cadre, panneau, battant ou champ quelconque qui est assemblé à rainure et languette avec un autre, et qui forme saillie, tel qu'un grand cadre d'un lambris ou d'une porte sur le bâti - Il est à embrèvement simple s'il n'est ravalé que d'une languette ; il est à double embrèvement s'il est ravalé de deux rainures. De même d'un panneau à table saillante sur son bâti. On fait encore usage de ce mot pour tous battants assemblés, l'un par une languette sur son épaisseur, et l'autre par une rainure sur sa largeur pour la recevoir, ainsi que cela se pratique pour l'assemblage d'un embrasement avec un bâti ou un chambranle, ou un champ avec un autre faisant retour d'équerre ; Embrèvement à vif - Désignation d'un panneau ou d'une planche quelconque, qui, au lieu de porter une languette sur la rive, entre de toute son épaisseur dans une rainure pratiquée dans un bâti ou dans une autre planche plus épaisse[22].
- Emmarchement - On nomme ainsi les entailles faites dans les limons pour recevoir les marches - Ce terme s'emploie aussi pour exprimer la longueur des marches[22].
- Enfourchement - Voir assemblage[22].
- Entaille - Ouverture plus ou moins grande qu'on fait pour lier une chose avec une autre ; les entrailles sont soit carrées, à mi-bois, par embrèvement, à dent, ou à queue d'aronde, etc. ; Se dit aussi de toutes les échancrures qu'on fait aux planches ou battants pour le passage des pièces de menuiserie faisant avant-corps[22].
- Entaille en contre-profil - On donne ce nom à celle faite sur l'épaisseur d'un champ, suivant la saillie des cadres, cimaise et autres parties saillantes d'un lambris, d'une corniche[22].
- Enter - Joindre une pièce de bois à une autre par le moyen de divers entailles ou assemblages pour l'allonger, ou bien pour remettre du bois neuf à un dormant de fenêtre[note 1], à un poteau, en remplacement de celui qui était pourri, etc.[22].
- Entre-colonnement - On nomme ainsi la distance qu'il y a de l'axe d'une colonne à l'axe d'une autre colonne[22].
- Entresol - Nom d'une ou de plusieurs pièces prises sur la hauteur d'une grande pièce ; ce qui a donné le nom aux fenêtres[note 1] qui les éclairent, fenêtre entresol[22].
- Entretoise - Barre assemblée à queue d'aronde dans des poteaux et qui se pose en travers des cloisons à claire-voie pour tenir l’écartement des tringles et la poussée des plâtres. On la nomme aussi barre à queue : c'est aussi la traverse sous une table ou un tréteau, qui est assemblée à chaque bout dans une traverse qu'on nomme té[22].
- Entrevous - Échantillon de planche de chêne qui n'a que dix à douze lignes d'épaisseur[23].
- Épaulement - Partie pleine qui reste entre deux mortaises, ou depuis la mortaise jusqu'à l'extrémité du battant, on dit épauler un tenon, c'est le diminuer de sa largeur pour qu'elle soit égale à celle de la mortaise dans laquelle il doit entrer[23].
- Épi - Nom des frises d'un plancher, posées diagonalement - On nomme ces planches à point de Hongrie[23].
- Équarrir - Rafraîchir les rives, redresser l'épaisseur des battants, refaire les rainures, languettes ou feuillures de fermeture au besoin des diverses pièces de vieilles menuiseries, telles que lambris, portes, fenêtres[note 1], parquets, etc.[23].
- Estrade - Plancher élevé de quatre à six pouces au-dessus de celui de la pièce, sur lequel on place un lit ou autre meuble[23].
- Établi - Grande et forte table de bois d'orme ou de hêtre, montée sur un pied, laquelle table sert à travailler le bois[23].
- Étuve - Sorte d'armoire propre aux offices et aux garde-robes[23].
- Éventail - On appelle ainsi la partie supérieure d'une fenêtre[note 1] qui se termine en demi-cercle ou demi-oval[23].

## F
- Fausse-coupe - Assemblage qui n'est ni à équerre ni à onglet, mais qu'on trace avec la fausse équerre ou sauterelle[23].
  - Fer de varlope, demi-varlope, rabot, etc. - Une bande de fer plat, à l'une des extrémités de laquelle est corroyée une mise d'acier taillée en biseau ; ce fer, placé dans la lumière de l'outil, sert à corroyer, dresser et polir l'ouvrage[23].
- Fermeture - Partie de menuiserie qui sert à fermer la baie d'une porte, d'une fenêtre[note 1], ou l'ouverture d'une boutique[23].
- Fermoir - Outil à manche dont le fer a deux biseaux et porte environ 2 pouces de largeur - Cet outil sert à dégrossir le bois et autres forts ouvrages, comme à déposer de la menuiserie, etc.[23].
- Feuille - Nom des volets de fenêtres[note 1] et des fermetures de boutique - On dit feuille de volet, feuille de fermeture ; Feuille de parquet - Grand panneau de forme carrée, ayant ordinairement 3 pieds 2 pouces, composé d'un bâti d'encadrement rempli de montants et traverses et de petits panneaux ; Feuille mâle et femelle - On nomme ainsi deux petites feuilles qui s'assemblent l'une dans l'autre sur place pour un parquet sans fin[24].
- Feuilleret - Ancien outil long et plat, dont le fût porte une feuillure et qui sert à dégauchir les bois et à pousser les feuillures suivant le gauche - Il y en a de différentes proportions[24].
- Feuillet - Échantillon de planches qui n'a que 5 à 8 lig. d'épaisseur, soit en bois blanc, bois de sapin ou bois de chêne[24].
- Feuillure - Entaille pratiquée le plus ordinairement à moitié de l'épaisseur de la planche, d'une porte, d'un bâti, d'un dormant de fenêtre[note 1], d'un poteau ; Feuillure oblique - Entaille de figure triangulaire [24].
- Fil - On appelle ainsi les traces qu'on voit en longueur dans tous les bois poreux ; Fil bois de - On le désigne ainsi lorsque les fibres du bois sont disposées sur la longueur de l'ouvrage[24].
- Filet - Petite moulure carrée qui en accompagne ou en couronne une autre plus grosse[24].
- Fileur - Panneau de bois lisse et le plus souvent de forme allongée qui comble un espace entre deux éléments, typiquement entre un meuble et un mur.
- Flache - Partie de bois qui n'est pas à vive-arête[24].
- Flipot - Tringle très mince qui sert à remplir un joint entre deux feuilles de parquet, ou dans un panneau de porte ou de lambris[24].
- Flotter - Faire des ravalements à mi-épaisseur sur une rive des battants et des traverses d'une porte pour être cachés par le panneau, ou des ravalements dans les panneaux pour y rapporter des fausses traverses - Ou bien donner au cadre plus de largeur sur un parement que sur l'autre[24].
- Flûte - Coupe faite en diminuant à l'extrémité du battant pour être joint à un autre - On dit coupe en flûte - Assemblage[24].
- Fond - Partie basse ou la partie haute, ou le derrière d'un meuble - On dit le fond d'une armoire, d'un réservoir[25].
- Fond de parquet - Place disposée à recevoir la glace, qui est formée par des bâtis et des pauneaux[25].
- Fourrure - On désigne par ce mot toutes tringles de bois brut, plus ou moins larges et épaisses, qu'on place derrière le lambris pour l'appuyer, le mettre d'aplomb ou pouvoir le clouer, ou pour remplir un vide derrière un parquet de glace, un embrasement, ou bien encore sur un plancher pour poser le parquet, quand il n'y a pas assez de hauteur pour y mettre des lambourdes[25].
- Foyer - Un bâti qui entoure l’âtre d'une cheminée, et dans lequel les feuilles de parquet, coupées à cet endroit, viennent s'assembler - On le nomme aussi châssis - Voir Frise[25].
- Frise - On donne ce nom à tout panneau couché, de lambris et de portes, qui à plus de longueur que de hauteur[25].
- Frise de parquet - Bande de bois assemblée à rainure et languette entre les feuilles d'un parquet - Aussi celles qui forment le pourtour d'un plancher, et celles qui encadrent le foyer de pierre ou de marbre de la cheminée ; On nomme de même les tringles d'une égale largeur avec lesquelles on fait du plancher comme aussi toutes bandes de bois minces et étroites qui se rapportent sous une corniche qui décore le haut d'une bibliothèque, d'une alcôve, d'un buffet, d'un parquet de glace, d'un plafond[25].
- Fronton - On appelle ainsi les deux parties de corniche qui s'élèvent des deux extrémités d'un avant-corps, et viennent se rencontrer au milieu où elles forment un angle obtus - Il y a des frontons triangulaires et des frontons circulaires[25].
- Fût - On entend par ce mot le bois sur lequel on monte le fer d'une varlope, d'un guillaume, d'un rabot, d'une scie ; C'est aussi la partie d'une colonne comprise entre la base et le chapiteau[25].
- Futée ou Mastic - Espèce de pâte faite avec du blanc d'Espagne et de l'ocre jaune, détrempée ou broyée avec de l'huile de lin ; quelquefois, au lieu d'huile, on se sert de colle claire, afin que quand l'ouvrage doit être peint en détrempe, la futée ne fasse pas des taches à la peinture - La fûtée sert à remplir et à cacher les défauts du bois et de l'ouvrage, comme les givelures, les fentes, les trous de nœuds, et même les joints mal faits, les têtes de cheville, etc.[25].

## G
- Galbe - Chantourmement que l'on donne à une partie de menuiserie sur la face ou sur l'épaisseur du bois, telle est une console ; ou du renflement à une partie ronde, telle est une colonne[26].
- Gale - Espèce de petits nœuds ou de mangeures de vers qui défigurent la surface du bois[26].
- Garde-fou - Partie de menuiserie d'assemblage, faite à hauteur d'appui, composée de montants et traverses qu'on place sur un palier au-devant de la descente d'un escalier, d'une lucarne, d'un fossé[26].
- Gauche - Planche, battant ou partie de menuiserie dont les quatre angles du parement ne sont pas dans le même plan[26].
- Gelifs ou Gelivures et Givelures - Fentes qui se trouvent dans le bois[26].
- Gerse - Planches qui ont des fentes tortueuses, lesquelles n'existent que dans une partie de l'épaisseur du bois[26].
- Giron des marches - Voir Lexique des escaliers
- Goberge - Petite traverse qui forme le remplissage d'une couchette et porte sur les pans[26].
- Gorge et Gorget - Espèce de moulure creuse qui se place entre la moulure principale d'un cadre et le champ de l'ouvrage. - On distingue la gorge du gorget en ce qu'elle est plus grande que ce dernier, et qu'elle à un petit carré ou filet de chaque côté, au lieu que le gorget n'en a qu'un - Outil propre à les pousser porte le même nom[26].
- Gouge - Outil à manche, espèce de fermoir creux par sa largeur, servant à pousser des moulures à la main et à en dégorger d'autres[26].
- Goujon - Espèce de petits tenons de forme cylindrique, laquelle est en usage pour les lames de persiennes et pour les tenons à peigne - On le nomme aussi tourillon ; Goujon - Aussi des chevilles qu'on colle et qu'on met en place de clefs pour joindre des planches, soit que celles-ci soient à rainures et languettes ou qu'elles soient à joints plats[27].
- Gousset - Bout de planche chantourné en console, servant à supporter une tablette ; Gousset d'assemblage - Celui qui est composé d'un montant, d'une traverse et d'une écharpe en tringle de 12 à 15 lignes de grosseur, servant au même usage - On le nomme aussi potence ; C'est aussi un montant de bois de 1 pouce environ de largeur, dans lequel est assemblée une traverse profilée ou arrondie par le bout, servant au même usage[27].
- Gouttière - Ravalement circulaire qu'on fait dans la feuillure d'une pièce d'appui de fenêtre[note 1], pour recevoir l'eau qui y est apportée par le jet d'eau du châssis[27].
- Gradin - Degrés, petites marches, tablettes posées les unes au-devant des autres par gradation, dans une salle d'assemblée, pour servir de sièges ou pour recevoir des pots de fleurs dans un jardin, une serre[27].
- Grain d'orge - Voir Crénelure[27].
- Gueule de loup - Ouverture du milieu d'une fenêtre[note 1] d'une porte cochère, dont un battant est fouillé en creux sur l'épaisseur pour recevoir l'autre - Voir Battant[27].
- Guichet - Petite porte auprès d'une grande, ou qui en fait partie, comme dans les portes charretières ou portes cochères ; Guichet se dit aussi des volets qui ferment le dedans d'une fenêtre[note 1],[27].
- Guillaume - Espèce de rabot long et mince dont on se sert pour faire ou dresser des feuillures[27] ; Guillaume debout - Rabot dont le fer est plus droit dans la lumière, et qui sert à replanir et à dresser des feuillures ou ravalements ; Guillaume à plaie-bande - Celui qui sert à pousser les plates-bandes au pourtour des panneaux ; Il y a aussi le guillaume cintré, à ébauche, à racler, à tenon, et le guillaume à navette[28].
- Guimbarde  - La guimbarde à fond est une sorte de rabot qui sert à aplanir la surface de dépressions par exemple des rainures, entailles ou feuillets. Elle permet d'atteindre des coins inaccessibles aux bouvets par exemple et que seuls les ciseaux à bois peuvent atteindre.
- Guinguin - Petit panneau dans une feuille de parquet - Voir Colifichet[28].

## H
- Hacher - Dégrossir le parement ou la rive d'une planche avec le fermoir ou le ciseau, pour ensuite la dresser à la varlope[28].
- Huisserie - Terme collectif de deux poteaux et d'un linteau assemblés, qui forment la baie d'une porte dans une cloison de distribution faite en planches et couverte en plâtre[28].

## I
- Imposte - Traverse dormante au-dessus d'une fenêtre[note 1] ou d'une porte, qui est ornée de moulures et feuillée dessus et dessous pour recevoir les châssis ou la porte : souvent elle sert à séparer les châssis du bas d'une fenêtre[note 1] avec ceux du haut ; On appelle encore de ce nom la moulure ou corniche qui couronne le dessus d'une porte[28].

## J
- Jalousie - On appelle ainsi la réunion de plusieurs lames de bois très minces qui sont à recouvrement, soutenues par des chaînes de ruban qu'on fait mouvoir par des cordes à chaque bout pour les monter et descendre à volonté - On les place au-devant des fenêtres[note 1] pour diminuer le jour et l'ardeur du soleil ; Jalousie - Aussi de petits treillis de bois pour boucher de ouvertures dans une porte de confessionnal et autres[29].
- Jarret - On entend par ce terme tous les points qui s'éloignent d'une ligne courbe - On dit qu'un cintre jarrette lorsqu'il s'y trouve des inégalités ou des ressauts dans son contour[29].
- Jet-d'eau - La traverse au bas d'un châssis de fenêtre[note 1] qui forme saillie et est arrondie ; C'est aussi, au bas d'une porte pleine, l'emboîture ou la barre à, queue qui porte la même saillie et la même figure que la traverse d'une fenêtre[note 1],[29].
- Jeu - Bois qu'on ôte dans les feuillures d'une porte, d'une fenêtre[note 1], avec le guillaume ou le rabot, pour en rendre la fermeture plus facile[29].
- Joint - La face la plus petite de chaque planche ; Joint brut - L'épaisseur de la planche qui n'est pas corroyée ; Joint à plat - Ce mot désigne les cloisons dont les planches sont blanchies et dressées sur l'épaisseur, mais non assemblées ; On dit aussi qu'un cadre de porte, de lambris est à plat-joint lorsqu'il n'a point de rainure ou languette derrière pour être embrevé dans le bâti ; Jointes - Par ce mot on entend les planches d'une cloison d'un plancher, qui sont assemblées à rainures et languettes ; Jointive - Cloisons dont les planches sont brutes, non assemblées, mais seulement dressées sur les rives et posées près les unes des autres[29].
- Joue - Épaisseur du bois qui forme les deux côtés d'une mortaise dans un battant, ou les deux côtés d'une rainure dans une planche
- Jupiter - Voir Assemblage[29].

## L
- Lambourde - Chevron de 2 à 3 pouces d'épaisseur en bois de chêne brut, que l'on pose sur les aires de planchers ou voûtes pour porter et attacher les planches ou les feuilles des parquets, ou au bas des armoires pour en porter le fond [29].
- Lambrisser - Action de revêtir de lambris les murs d'une pièce.
- Lambris - Ouvrages d'assemblage destinés à couvrir les murs des appartements ; il se distingue, par rapport à sa construction, en plusieurs sortes[30] détaillées dans Lambris (Lambris anciens)
- Lames de persienne - Les petites traverses de bois mince assemblées à recouvrement l'une sur l'autre dans les montants ou battants - Elles sont ou mouvantes ou dormantes, assemblées à entaille- Ou à tourillon ; On dit aussi lames de jalousie des lattes qui les composent[31].
- Languette - Bord d'une planche qu'on réduit au tiers de son épaisseur pour le faire entrer dans une rainure pratiquée dans le bord de l'épaisseur d'une autre planche[31].
  - Languette bâtarde - Languette qui a la forme d'une feuillure ; on en fait le plus souvent usage pour l'assemblage des panneaux de lambris ou de portes dans leur bâti[31].
  - Languette à bois debout - Languette que l'on fait en travers le fil du bois[31].
  - Languette rapportée - Tringle d'environ 15 lignes sur 8 lignes d'épaisseur, que l'on fait entrer dans deux rainures pratiquées sur l'épaisseur de deux planches que l'on veut joindre : ces languettes ont ordinairement lieu pour les planches de 2 pouces d’épaisseur qu'on nomme doublettes[31].
- Larmier - Dans une corniche, une partie lisse et horizontale qui forme plafond[31].
- Limon ou échiffre - Voir Lexique des escaliers
- Linteau - La traverse au-dessus d'une baie de porte, et qui est assemblée dans les deux poteaux d'une huisserie ; C'est aussi un bout de bois brut qu'on place au-dessus d'une baie pour supporter la maçonnerie[31].
- Listel - Petite moulure carrée et unie qui couronne ou accompagne une autre moulure plus grande, ou bien qui est rapportée sur un champ uni[32].
- Losange - Espèce de petit panneau carré placé sur la diagonale[32].
- Lumière - Cavité pratiquée dans le fût d'un outil pour y placer le fer et faciliter la sortie du copeau[32].
- Lunette - Planche épaisse dans laquelle on pratique une ouverture de 9 à 10 pouces de diamètre, dont on forme le dessus d'un siège de commodités - Aussi la réunion de quatre petites planches assemblées d'onglets, qui servent au même usage pour un siège de commodités à l'anglaise ae[32].

## M
- Maille du bois - Bois dont la surface est parallèle aux rayons qui s'étendent du centre à la circonférence[32].
- Maillet - Espèce de marteau ou de masse faite d'un billot de bois avec un manche court, dont se servent les menuisiers[32].
- Malandres - Défauts de bois ; ce sont des veines de bois rayées et blanches qui tendent à la pourriture[32].
- Mandrin ou Âme ou Broche - Poteau de bois brut que l'on place au centre d'une colonne creuse, et qui passe au travers et maintient les plateaux ou tourtes qui y sont rapportés pour entretenir toutes les alaises formant le fût[32].
- Mansardes - fenêtre[note 1] qui ouvre à coulisse - Voir croisée ; Elle tire son nom de l'étage en mansarde où cette espèce fut d'abord employée[32].
- Marche - Voir Lexique des escaliers
- Maroufler - Rapporter derrière des panneaux de lambris ou autres planches minces des bandes ou pièces de grosse toile enduite de colle forte pour les y fixer - On maroufle aussi les panneaux avec des nerfs de bœuf préparés et réduits en charpie, semblables à de la filasse, ou de la filasse même qu'on fixe avec de la colle forte par bande en travers les planches, pour éviter qu'elles ne se déjoignent ou que les panneaux ne confluent - Cette dernière manière se nomme aussi nerver[33].
- Marquer ou Tracer - Tirer des lignes sur une planche pour que l'ouvrier la coupe suivant le trait[33].
- Masse - Faire de la menuiserie en masse on en plein bois ; par ce terme on entend toute espèce d'ouvrage qui n'est point d'assemblage, mais qui en a la figure, et dont les panneaux sont pris dans la même planche, tel qu'il arrive pour un pilastre, un embrasement - On dit aussi de ces ouvrages qu'ils sont élégis ou ravalés en plein bois[33].
- Mastic - Voir Futai[33].
- Mèche - Petit morceau de fer acéré, de forme ronde, ayant une cannelure à une de ses extrémités, et aplati par l'autre bout qu'on ajuste dans la boite du vilebrequin, et qui sert à faire les trous pour les chevilles et les tampons qu'on rapporte dans la pierre[33].
- Membrure - Espèce de bois de sciage qui porte 6 pouces de largeur sur 3 pouces d'épaisseur, et qui sert à divers ouvrages[33].
- Meneau - Battant, milieu d'un des châssis d'une fenêtre[note 1] qui ouvre à gueule de loup - Voir Battant[33].
- Merrain ou Cresson - Bois de chêne refendu sur maille au coutre et non à la scie, et qui est en petites planches de 14 pouces de longueur sur 7 pouces environ - Il s'emploie pour les panneaux de parquet en feuilles[33].
- Mobile (menuiserie) - Menuiserie qui a pour objet la construction des ouvrages mouvants, comme les portes, les fenêtres, etc.[33].
- Modillon - Espèce de petite console, ou plutôt une partie saillante et contournée qui semble soutenir le larmier d'une corniche[33].
- Montant - On donne ce nom à toutes pièces de bois placées perpendiculairement - Les montants diffèrent des battants en ce que ce sont eux qui sont assemblés dans les traverses, et qu'au contraire ce sont les traverses qui s'assemblent dans les battants - Les montants, ainsi que les battants, prennent différents noms, selon les ouvrages auxquels on les emploie - On dit par exemple : battant de dormant de fenêtre[note 1], montant de lambris, de parquet de glace ; battant de châssis de fenêtre[note 1], de parquet en feuilles - On dit aussi montant d'embrasement, battant de chambranle[34].
- Montant petit - Petits bâtis de remplissage dans une feuille de parquet, qui n'ont que la même mesure des panneaux et qui sont assemblés dans d'autres du double de longueur [34].
- Mortaise - Cavité de la forme d'un carré long, pratiquée avec le bec-d'âne dans l'épaisseur et quelquefois sur la largeur des planches, pour recevoir le tenon d'une autre pièce par le moyeu duquel les deux pièces tiennent ensemble[34].
- Mouchette - Partie pendante formant le devant du larmier d'une corniche ; Mouchette - Espèce de rabot dont le fût et le fer sont caves, et qui sert à pousser les quarts de ronds - Il y en a aussi à grains d'orge, qui servent à dégager les baguettes et autres moulures[34].
- Moulure - Ornements faits sur les ouvrages, sur le nu desquels ils saillent quelquefois, ou bien qui sont faits aux dépens de l'épaisseur du bois - Assemblage de plusieurs moulures forme ce qu'on appelle profil ; Moulure rapportée - Les moulures qu'on ajoute à une huisserie ou sur un bâti pour figurer un chambranle de porte ou d’alcôve ; Moulure de glace, de tapisserie - Bordure de porte, de faux lambris- Cadre[34].

## N
- Nerver - Voir Maroufler
- Nervure - Espèce de feuillure de forme triangulaire que l'on fait dans un poteau de remplissage, sur les faces côté des plâtres, pour attacher les lattes de la cloison - On la nomme aussi arrachement[35].
- Niveau (mettre de) - On désigne ainsi l'action de mettre un ouvrage dans une situation parallèle à l'horizon[35].
- Nœud dans une planche - Originairement la naissance d'une branche de l'arbre qu'on a débité - Cet endroit est toujours dur et sans aucune solidité ni propreté[35].
- Noix - Rainure dont le fond est arrondi en creux : la languette qui entre dans cette rainure porte le même nom, ainsi que le bouvet qui fait l'une et l'autre - Voir Brisure[35].
- Noix (fermeture à) - On donne ce nom aux battants qui ferment par le moyen d'une noix au lieu de feuillures, comme sont celles des fenêtres[note 1],[35].
- Noyau - Voir Lexique des escaliers

## O
- Onglet (Assemblage à) - Joints coupés diagonalement, suivant l'angle de 45 degrés ; Voir Assemblage[35].
- Outil à fût - Instrument qui est composé d'un fût, c'est-à-dire d'une pièce de bois en forme de long billot et d'un fer plat et tranchant ; On comprend sous cette désignation le rabot, le rifflart ou demi-varlope, la galère, les varlopes, les guillaumes, les inouchettes, les bouvements, les bouvets et les feuillerets[35].
- Outils de moulures - Tous outils à fût propres à pousser des moulures quelconques.
- Ouverture - Vide que présente une porte, une fenêtre[note 1], l'intérieur d'une alcôve - On s'en sert aussi pour faire connaître la manière dont l'ouvrage est disposé ; c'est pourquoi on dit : une porte, une fenêtre[note 1], une armoire, etc. - Ouvrante à feuillure, à noix, à gueule de loup, à domine, etc.[36].

## P
- Palier ou Repos - Voir Lexique des escaliers
- Pan de lit - Traverse qui est assemblée dans les pieds et dans laquelle portent les goberges[36].
- Pance - Partie inférieure du fût d'un balustre[36].

PanneauPanneau - Plusieurs planches de bois mince jointes, lesquelles entrent à rainures et languettes dans les cadres ou les bâtis d'un ouvrage, et alors celui-ci se nomme lambris ; les panneaux prennent des noms différents, suivant la place qu'ils occupent ou la manière dont ils sont assemblés : Voir l'article Panneaux de menuiserie (Panneaux anciens)
- Parclose - Petite traverse mince qu'on rapporte haut et bas d'une planche ravalée au milieu, et qui figure un ouvrage d'assemblage, comme un pilastre de lambris, un embrasement[37].
- Parement - Face apparente de l'ouvrage ; c'est pourquoi on dit qu'une cloison, un plancher, une porte pleine, une tablette est à un parement, lorsque les planches ne sont blanchies que d'un côté, et à deux parements si elles le sont des deux côtés : de même des portes à cadre, elles sont à un parement si elles n'ont de moulure! que sur la face, quoique blanchies ou arasées derrière ; elles sont à deux parements si elles ont des moulures sur les deux faces[37].
- Parquet

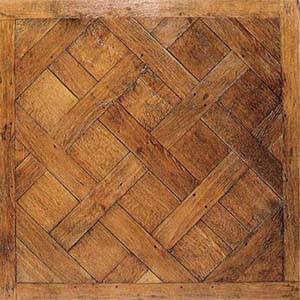
Feuille de parquet dans le Parquet en feuilles. Château de Versailles. Bâti, montants et traverses et petits panneaux: Carreaux, écoinçon aux quatre angles, colifichets au milieu des quatre côtés

- - Parquet en feuilles - Assemblage de bâtis et de panneaux arasés les uns avec les autres, qui sert à couvrir les aires ou planchers des appartements[37].
  - Parquet sans fin - Assemblage, de même que le précédent, de bâtis et de panneaux par petites feuilles qui s'assemblent les unes dans les autres sur place comme le parquet en feuille. On donne aussi ce nom à un plancher dont les battants et panneaux sont posés parallèlement aux ouvertures de portes ou de croisées, et dont les bâtis et les panneaux s'assemblent séparément sur les doubles panneaux qu'on rapporte quelquefois au bas des portes cochères, portent aussi le nom de parquet[38].
  - Parquet de glace - Menuiserie qui porte les glaces des cheminées et des trumeaux; ces sortes de parquets sont composés aussi de bâtis et panneaux qui sont en renfoncement sur les champs - On donne le même nom à tous les ouvrages qui sont de même construction, ayant au non des moulures en parements; tels sont des derrières ou fonds d'armoire, de bibliothèque; des derrières et dessus de buffet, de comptoir, etc.[38].
  - Parqueter - Couvrir un plancher de feuilles de parquet[38]; Parqueteur - Ouvrier qui fait et pose le parquet[38].
- Patin - Toutes pièces de bois servant à porter quelques montants, et qui sont à deux ou à quatre branches, telles que les traverses basses d'un échafaud, d'un pied de table, d'un pied à battre les habits[38].
- Patte - Partie mobile d'un sergent[38].
- Patte de chat - Groupement de picots très rapprochés les uns des autres.
- Pavillon - Planche qui couvre la tête d'une jalousie et qui sert à cacher la jalousie lorsqu'elle est levée[38].
- Peigne - Voir Tenon[38].
- Persienne - Châssis composé de montants et traverses, rempli de lames mouvantes ou dormantes assemblées, obliquement et à recouvrement les unes sur les autres - Les persiennes servent de fermeture extérieure en place de volets au-devant des fenêtres[note 1],[38].
- Petit-bois - Montants et traverses des châssis de fenêtres (les croisées[note 1]) et châssis vitrés qui reçoivent les verres[38].
- Peuple - Bois blanc de France, très-mou ; c'est celui avec lequel on fait le plus souvent les planches qu'on nomme voliges[38].
- Pièce carrée - Outil qui sert à vérifier le carrément des assemblages en montant l'ouvrage[38].
- Pièce d'appui - Voir Appui[38].
- Pièce d'onglet - Dans une feuille de parquet, l'un des battants de remplissage qui, d'un bout, est coupé d'onglet et assemblé dans le bâti d'encadrement, et de l'autre est coupé carrément et assemblé dans les autres battants[38].
- Pièce carrée - Dans une même feuille, le battant de remplissage qui reçoit l'assemblage de deux panneaux dans sa longueur[39].
- Pièce à queue - Montant placé dans le haut d'une fenêtre[note 1] à coulisse, et qui se démonte à volonté au moyen d'une vis, pour pouvoir retirer les deux châssis du haut de dedans le dormant[39].
- Pied-de-biche - Morceau de planche portant une entaille triangulaire dans laquelle on place le bout des planches que l'on veut travailler sur l'épaisseur[39].
- Pied cornier - Tous les montants de bâtis dormants d'une armoire, d'un buffet, formant angle saillant, et dont l'arête est arrondie[39].
- Piédestal - Assemblage de menuiserie, ayant trois ou quatre faces, qui est uni ou orné de socle et de corniche, servant à porter un buste, une figure[39].
- Pied de lit - Les quatre montants d'un bois de lit ; c'est aussi l'un des bouts du bois de lit[39].
- Pigeon - Petit morceau de bois mince qu'on place dans un onglet sur le champ d'un cadre, pour que quand le bois vient à se retirer, on ne voie pas le jour au travers du joint[39].
- Pilastre - Partie étroite d'un lambris de hauteur ou d'appui, qui sert à revêtir des petites parties ou à diviser des grandes parties de lambris ; espèce de colonne plate ou un champ uni qu'on décore de socles, chapiteaux, et souvent d'astragales, qui est fait de bois mince et qu'on rapporte ou qu'on embrève sur des parquets de glace ou sur d'autres bâtis pour décoration[39].
- Placage - Manière de faire des ouvrages, qui consiste à appliquer des feuilles de bois de couleur qu'on colle sur un assemblage de menuiserie[39] ; Plaquer - Coller des bois étrangers en feuilles minces sut un assemblage de bois de chêne[40].
- Placard - Voir Porte[40] ; On nomme aussi placard une face d'armoire unie ou avec moulure, visible ou sous tenture, qu'on pose à côté et qui affleure un tuyau de cheminée pour en dérober la saillie[40].
- Plafond - Toute espèce de menuiserie placée horizontalement, servant à revêtir le haut des embrasements de porte, de fenêtre[note 1], d'armoire, de bibliothèque[40].
- Plan - On doit entendre également par ce mot ce qui représente la coupe, l'élévation et le plan de l'ouvrage ; c'est la délinéation du sujet vu horizontalement ou verticalement[40].
- Planche - Toutes pièces de bois<refendues depuis 1 jusqu'à 2 pouces d'épaisseur sur différentes longueurs et largeurs[40] ; Planche de bateau - Elles proviennent de vieux bateaux qui transportent des approvisionnements[40].
- Planchéier - Couvrir un plancher de planches jointes à rainures et languettes, arrêtées et clouées sur des lambourdes[40].

PlancherEspèce de menuiserie composée de planches ou d'alaises jointes, et qui, comme les parquets, sert à revêtir les aires (les chapes) des appartements ou à couvrir le sol des pièces du rez-de-chaussée - On en distingue de plusieurs sortes par rapport à leur façon décrits à l'article Plancher.
- Plaquer - Coller des bois étrangers en feuilles minces sut un assemblage de bois de chêne[40].
- Plateau ou Tourte - Rond plein ou évidé au milieu, qui sert à porter quelque chose et plus particulièrement à entretenir l'écart des tringles qui composent une colonne creuse, un tambour de treuil, etc.[41].
- Plate-bande simple - Espèce de ravalement qu'on pousse autour des panneaux de lambris et des portes à cadre, et qui forment en même temps la languette d'embrèvement ; Plate-bande à filet - Celle qui porte un adouci derrière[41].
- Plein bois (ouvrages en) - On entend par là tous ouvrages dans la construction desquels il n'y a point d'assemblages à tenon, mais dont toutes les pièces sont ou non jointes et collées ensemble - Ces ouvrages se désignent le plus souvent, dans le toisé, sous le nom de bois uni[41].
- Plinthe - Partie lisse, en bois mince et étroit, qu'on rapporte au bas d'un lambris, d'une porte, d'un embrasement, et sur les murs pour figurer lambris ; Dans le toisé, on donne le même nom à tous les champs unis qui sont faits de même bois et dont la façon est la même, soit qu'ils soient posés horizontalement, soit qu'ils le soient perpendiculairement ; Plinthe élégie - Les mêmes plinthes non rapportées, mais prises dans l'épaisseur de la traverse du lambris
- Point de Hongrie- Voir Plancher[41].
- Pointe de diamant - Jonction de quatre joints d'onglets, tels que ceux des montants et traverses des petits bois des fenêtres[note 1]Voir Croisée ; Pointe de diamant - panneaux saillant sur son bâti qui est taillé à facette, de manière qu'étant plus épais au milieu que sur les rives, il présente des arêtes qui tendent au centre[41].

PortePartie de menuiserie qui sert à fermer une ouverture pratiquée dans un mur, une cloison, et qui donne entrée à une maison, ou à une chambre - On en distingue de plusieurs sortes, relativement à leur usage et à leur façon : Voir article  Porte (Dénominations usuelles des portes)
- Portemanteau - Barre dans laquelle sont assemblées des tiges, et dans celles-ci des rosettes tournées ou chantournées[42].
- Porte-tapisserie - Saillie qui fait la corniche d'un plafond sur le nu du mur, qui doit être égale à l'épaisseur du lambris qu'on rapporte dessous ou au bâti destiné à recevoir la tenture - C'est aussi le nom qu'on donne aux bâtis ou châssis assemblés à tenons et mortaises, attachés sur les murs pour recevoir de l’étoffe ou du papier[42].
- Pose - Action de mettre l'ouvrage en place, comme les lambris, parquets, portes, fenêtres[note 1],[43].
- Pot à colle - Petit vase de cuivre rouge, supporté par trois pieds, avec un manche, servant à faire chauffer la colle[43].
- Poteau - Toutes pièces posées debout, débitées dans du bois de 2 ou 3 pouces d'épaisseur[43].
  - Poteau d'huisserie - Voir Huisserie[43].
  - Poteau de remplissage - Poteau qu'on place entre des huisseries dans une cloison hourdée, pour recevoir les barres à queue et tenir la poussée des plâtres[43].
- Potence - bâti composé d'un montant, une traverse rampante et une écharpe, servant à soutenir le toit ou auvent au-dessus d'une devanture de boutique - On nomme aussi potence les goussets d'assemblage - Voir Goussets[43].
- Pousser - Action de former sur le bois des moulures, des rainures, des feuillures, etc. - Ce terme est général pour l'usage des outils à fer et à fût ; Pousser à la main - Faire les moulures avec des gouges[43].
- Prêle (Sphenophyta) - Espèce d'herbe sèche servant à polir le bois[43].
- Presse d'établi - Il y en à de différentes sortes, qui servent soit pour tenir l'ouvrage, soit pour refendre et débiter le bois ordinaire et de placage, soit pour coller les planches ensemble ou pour faire le placage[43].
- Profil - On appelle ainsi une ou plusieurs moulures dont on orne les diverses parties de l'ouvrage ; Par le mot profil, on entend encore la figure que doit représenter le relief de ces mêmes moulures coupées dans leur largeur et perpendiculaires à leur surface ; Profiler - Action de tracer des profils ou de les exécuter dans le bois ; ce terme signifie encore que deux membres de moulures ou de profils se rencontrent parfaitement à l'endroit de leur joint ; ou enfin qu'on entaille un morceau de bois selon la forme d'un profil, ce qui s'appelle contre-profiler - Voir Contre-profil[43].

## Q
- Quart de rond - Profil et outil de moulures - Il se compose d'un quart de cercle ou d'ovale, et de deux filets qu'on pousse sur l'arête d'un bâti quelconque. Cette moulure est convexe ; celle qui est concave se nomme cavet[44].
- Quartier tournant - On nomme ainsi la révolution que font les marches autour d'un angle quelconque - Aussi, dans le limon, la partie tournante et cintrée en plan[44].
- Quarderoner - Pousser un quart de rond entre deux filets[44].
- Queue - Espèce d'assemblage qui se fait au bout des pièces de bois pour les réunir à angle les unes avec les autres - On les nomme queue d'aronde ou d'ironde, à cause de leur forme évasée. Voir Assemblage[44].
  - Queue recouverte ou perdue - Elle n'est pas apparente à l'extérieur du bois - Voir Assemblage[44].
  - Queue percée - Queue dont les joints sont apparents, tels que pour les tiroirs - Voir Assemblage[44].
  - Queue pièce à- Toutes parties assemblées ou rapportées à queue dans le corps de l'ouvrage - Voir aussi Pièce[44].
  - Queue de morue - On donne ce nom à une fourrure ou tringle dont la largeur est inégale d'un bout à l'autre[44].

## R
- Rabot - On donne en général ce nom à un outil avec lequel on replanit le bois - Bois du rabot se nomme fût - Il y en a qui portent différents noms et qui ont leur usage particulier ; ces noms sont : le rabot ordinaire, le rabot cintré, le rabot debout, le rabot à dents, le rabot rond, le rabot à mettre d'épaisseur, le rabot à deux fers, etc.[44].
- Racineaux - Petits pieux qu'on enfonce en terre pour soutenir les bandes de parterre et autres ouvrages de cette nature.
- Racler - On entend par ce mot l'action d'unir et d'achever d'ôter les inégalités du bois[45].
- Racloir - Instrument formé d'une lame d'acier, à laquelle on donne le morfil, emmanchée de bois, servant à emporter les raies que le rabot à dents a laissées[45].
- Raccord - Manière de faire accorder et joindre  les moulures d'une pièce horizontale avec celles d'une pièce rampante[45].
- Rafraîchir - Cela se dit des joints ou assemblages d'une vieille menuiserie qu'on a refaits en partie[45].
- Ragréer - Passer le rabot, le ciseau ou le racloir sur un plancher, et en boucher les joints avec du mastic, les moulures avec la gouge, et les divers assemblages avec le ciseau[45].
- Rainure - Cavité faite sur l'épaisseur d'une planche parallèlement à sa longueur, et dans laquelle les languettes viennent s'assembler pour pouvoir joindre deux planches - Voir Assemblage, ou dans une tringle, pour en former une coulisse ; Rainure d'embrèvement - Celle qui est poussée derrière un cadre de porte et qui reçoit les languettes du bâti ; Rainure à bois debout - Celle qui est faite en travers du fil du bois[45].
- Rallongement des bois - Augmentation de longueur d’une pièce de bois, ce qui se fait par le moyen des entailles, des enfourchements, et, ce qui est le mieux, des joints en flûte ou des assemblages à trait de Jupiter - Voir Assemblage[45].
- Rampante - La traverse d'un ouvrage assemblé obliquement, ou l'ouvrage même posé dans une situation inclinée[45].
- Rampe - Voir Lexique des escaliers
- Rape - Espèce de lime pour arrondir et dresser le bois[45].
- Ravalement - La diminution d'une pièce de bois à certains endroits pour en faire saillir quelques parties, soit qu'on veuille y former des moulures saillantes ou rentrantes} ou bien y réserver des masses pour la sculpturer[45].
- Ravaler - Diminuer d'épaisseur le bois en certains endroits, afin de donner du relief aux moulures ou aux champs - On dit aussi ravaler des moulures sur un chambranle pour dire pousser ; ravaler un chant, une table renfoncée sur un chambranle, pour dire élégir, etc.[46].
- Rebours (bois de) - Celui dont les fils ne sont pas parallèles à sa surface et à contre-sens les uns des autres - Ou entend aussi par ce terme travailler le bois en contre-sens de son fil[46].
- Recaler - Action de dresser et finir un joint quelconque, un tenon, une mortaise, avec le ciseau, le guillaume ou le rabot[46].
- Recouvrement - Toutes saillies que forme la joue d'une pièce embrevée dans une autre ; c'est pourquoi les panneaux qui sont en saillie sur les bâtis se nomment panneaux à recouvrement ou à table saillante : un cadre est aussi à recouvrement quand il est rapporté sur le bâti à feuillures et collé sur le panneau ; On dit des planches d'un auvent qu'elles sont à recouvrement lorsque, au lieu d'être jointes, elles sont posées l'une sur l'autre comme des tuiles[46].
- Refend - Morceau de bois ou tringle ôtée d'une planche ou d'un ais trop large ; refendre - Débiter une planche sur le plat en plusieurs tringles[46].
- Refeuiller - Faire une feuillure avec le feuilleret ou le guillaume[46].
- Refuite (donner de la) - Facilité qu'on donne aux planches des ouvrages emboîtés de se retirer sur elles-mêmes ; ce qu'on fait en élargissant les trous des chevilles dans les tenons et en dehors, c'est-à-dire côté des rives[46].

C'est aussi faire une rainure double de profondeur dans une coulisse pour pouvoir en retirer la porte qui ouvre et ferme à coulisse ; C'est encore donner à une mortaise plus de profondeur que n'est la longueur du tenon qui doit y entrer afin de pouvoir l'y revêtir.
- Réglet - Filet, Listel[46].
- Rejeteau, Reverseau - Voir Jet-d'eau[47].
- Regingot - On donne ce nom au ravalement qu'on fait sous le jet d'eau et sous la pièce d'appui d'une fenêtre[note 1] l'un et l'autre sont pour" rompre la lame d'eau et éviter qu'elle ne remonte et n'entre dans l'appartement[47].
- Relever - Déplacer un parquet pour le rétablir ou remettre des lambourdes[47].
- Replanir - Action de finir l'ouvrage au rabot ordinaire, au rabot à dents et au racloir, après avoir été corroyé, soit au chantier soit sur place ; ainsi que cela se pratique pour les parquets et les planchers[47].
- Repoussoir - C'est une espèce de cheville de fer qui sert à faire sortir les chevilles des assemblages[47].
- Retailler - Action de décheviller les diverses pièces de vieilles menuiseries, chambranles bâtis, et ouvrages d'assemblage, telles que lambris, portes, fenêtres[note 1], parquets, recouper partie ou totalité des battants et panneaux, pour réduire ces ouvrages à une autre mesure, ou pour y remettre des parties neuves, refaire de nouveaux assemblages et réunir le tout[47].
- Revêtir - Couvrir de boiseries ou de planches unies les murs d'une chambre[47].
- Riflard - Espèce de rabot à deux poignées servant à dégrossir le paiement des planches ; le fer, pour qu'il enlève de plus gros copeaux et qu'il morde davantage, est rond au milieu ; on le nomme communément demi-varlope[47].
- Rond entre deux carrés - Voir Quart de rond[47].
- Rossignol - Petit morceau de bois taillé en coin, dont on se sert pour remplir l'excès d'une mortaise trop longue et serrer le tenon qui s'y rapporte[47].
- Roulure - Défaut de liaison qui se rencontre entre les couches concentriques du bois[47].

## S
- Sabot - Bout de plinthe ou de bandeau cintré en quart de cercle que l'on rapporte haut et bas d'un pied cornier, d'une armoire ou d'une bibliothèque[48].
- Sabots - Des outils à moulures, mais dont le fût est plus petit que les autres et toujours cintré[48].
- Sain (bois) - Se dit du bois qui n'a ni nœuds, ni gerçures et qui n'est point échauffé[48].
- Sapin - Bois de France et de Hollande, très-léger, d'une couleur blanche, veiné de jaune, et qui augmente en vieillissant - Son poids est d'environ 47 livres le pied cube[48].
- Sauterelle - On donne ce nom à une fausse équerre[48].
- Sciage - Effet qui provient de l'action de la scie - On dit bois de sciage, c'est-à-dire qui est refendu en planches de différentes épaisseurs[48].
- Scie - Il y en a de différentes formes qui servent à divers usages, à savoir : scie ordinaire, scie à tenon, scie à refendre, scie à archet, scie à chantourner, scie à cheville, scie à débiter, scie à main, scie à araser, scie à découper, scie à dégager, scie à placage, scie à presse, etc.[48].
- Scieurs de long - Les ouvriers chargés de débiter les planches sur le champ ou sur le plat, pour faire des panneaux, des lattis, etc.[48].
- Sergent - Outil de fer composé de deux pattes, dont une mouvante, avec une vis ou sans vis de pression pour serrer, et qui sert à faire approcher les joints de l'ouvrage et à tenir les planches après qu'elles ont été collées[48].
- Seuil - Frise en planche ou chevron qui revêtit l'embrasement d'une porte dans un mur ou dans une cloison, et qui affleure avec le carreau ou le parquet[48].
- Siège d'aisance - Planche percée d'un trou bouché par un tampon - Voir Lunette ; Siège à l'anglaise - Siège d'aisance composé d'un bâti dormant et de plusieurs trappes mouvantes avec une lunette dessous, et souvent garni d'un soubassement en lambris ; Siège demi-anglaise - Un siège semblable au précédent, excepté qu'il n'a qu'une trappe au milieu, sans lunette ni soubassement[48].
- Simblo - Action de tracer une courbe[48].
- Socle - Partie lisse servant à porter quelques parties d'architecture ou à la terminer ; telle est la partie basse d'un piédestal et la partie unie au-dessus de sa corniche - Aussi une large plinthe en bois d'épaisseur, qu'on rapporte au bas d'un lambris, sur la rive de laquelle on pousse une ou plusieurs moulures ; On donne aussi ce nom à des planches larges et unies qu'on rapporte au bas des murs pour figurer des petits lambris au-dessus desquels on colle des papiers de tenture ; C'est encore le nom qu'on donne à un champ de forme carrée et en saillie, qu'on rapporte à entaille au bas des montants des chambranles ordinaires et de ceux à la capucine. On nomme encore socle, le champ qu'on rapporte au bas des pilastres plats ou carrés
- Soffite - Voir l'article Corniche (Vocabulaire)
- Sommier ou Tête - Planche du haut d'une jalousie, portant environ 6 pouces de largeur, sur laquelle sont montées les poulies et les cordes pour la faire mouvoir[49].
- Sorbonne - Lieu où l'on fait chauffer le bois et la colle[49].
- Soubassement - Petit appui à l'intérieur des fenêtres[note 1] - On le nomme aussi banquette[49].
- Soupente - Plancher construit dans la hauteur d'une pièce pour en faire deux ; c'est aussi le nom de celle au-dessus[49].
- Sourdière - Espèce de volet qu'on place à l'extérieur d'une baie de fenêtre[note 1] - Ce volet est formé par un châssis de bois de chêne rempli de foin et recouvert, sur les deux faces, d'une toile cirée ou peinte[49].
- Stéréotomie - Science de la coupe des solides[49].
- Store - Espèce de rideaux de coutil, monté sur un cylindre en bois recouvert de fer blanc, qu'on place au-devant des fenêtres[note 1], d'un balcon[49].
- Surbaissé (cintre) - Demi-ovale pris sur son grand axe[49].

## T
- Table - Meuble soutenu par des pieds fixes ou pliants[49].
- Table saillante - Panneaux en saillie sur leur bâti - Voir Lambris.
- Tablette - Planches posées horizontalement sur des tasseaux ou assemblées dans des montants, servant à placer des livres dans une bibliothèque, des effets dans une armoire, des ustensiles dans une cuisine[50].
- Tailloir ou Abaque - Carré ou la moulure qui couronne un chapiteau[50].
- Talon - Ou appelle ainsi le derrière d'une moulure, lequel est arrondi et dégagé ; c'est pourquoi on dit le talon d'une doucine[50] ; Talon renversé - Moulure dont la forme est inverse de celle des bouvements, et qui est ordinairement accompagnée d'un carré ou baguette et couronné d'un filet[50].
- Tambour - Cloison qui ferme l'entrée d'un escalier, le devant d'une porte d'appartement, ou bien un coffre renfermant quelque saillie dans une pièce[50].
- Tampon - Bouchon d'un trou dans une planche, qui a été formé par un nœud ; Tampon - Bout de bois qu'on cèle dans les murs pour recevoir les broches ou les vis avec lesquelles on arrête la menuiserie, ou une espèce de cheville qu'on met dans un trou percé au vilebrequin dans la pierre, afin de pouvoir y placer une patte, un clou ; Tamponner - Mettre un tampon ; Tampon - Planche mouvante qui sert à boucher la lunette d'un siège de commodités[50].
- Tanevot - Moulure de la forme du quart d'un ovale avec filet et dégagement[50].
- Tapée - Un ou plusieurs bouts de planches qu'on colle les uns sur les autres pour former une saillie, qui doit être ensuite débillardée ou sculptée[50].
- Taquet - C'est un bout de bois chantourné ou non par les bouts, échancré à angle droit, lequel sert à porter le bout d'un tasseau ou d'une barre qu'on ne peut pas arrêter avec des clous[50].
- Tarabiscot - Petit dégagement ou cavité qui sépare une moulure d'une autre ou d'une partie lisse - L'outil qui forme cette moulure porte le même nom[50].
- Tasseau - Petite tringle carrée qu'on attache contre le mur ou sur le côté d'une armoire pour supporter le bout des tablettes - Dans, le toisé, on donne aussi ce nom à toutes tringles de même dimension servant à attacher des boiseries ou les lattes sur des poteaux de cloisons[50].
- Tenon - Partie excédante à l'extrémité d'une traverse formée par la diminution d'épaisseur des deux côtés du bois ; Tenon à peigne. C'est un tenon de rapport qu'on colle dans les traverses, soit droites ou cintrées ; ces tenons ont des goujons de leur épaisseur qui entrent dans la traverse et qui leur ont fait donner ce nom[51].
- Té - Traverse qui s'assemble dans le bas des deux pieds d'une table, d'un tréteau et reçoit l'entretoise[51].
- Tilleul - Bois plein et léger, de couleur blanche[51].
- Tiroir - Boîte formée d'un fond et de quatre côtés plus ou moins élevés, et qui est supportée par des coulisseaux sous une table[51].
- Tour à pate - Espèce de table de cuisine ayant de hauts rebords sur trois faces[51].
- Tourniquet - Petit morceau de bois entaillé par un bout, servant à soutenir les croisées à coulisse lorsqu'ils sont levés[51].
- Tracer - Action de fixer sur les différentes pièces de bois la place et la grandeur des assemblages, les coupes qu'il faut y faire, etc.[51].
- Traînée - Trait de compas fait sur le bois en appuyant l'autre branche du compas contre le mur ou plancher, faisant un angle avec la pièce de menuiserie sur laquelle on fait la traînée[51].
- Trait de Jupiter - Voir Assemblage. »[51].
- Tranché (bois) - Celui dont les fils ne sont pas parallèles à sa surface ; ce qui lui ôte une partie de sa force et l'expose à rompre[51].
- Trappe - Espèce de volet qu'on pose horizontalement à fleur d'un plancher, ouvrant dans un bâti, pour fermer l'entrée d'une cave, d'un grenier[51].
- Travaillé (bois) - Se dit du bois qui, n'étant pas bien sec et étant exposé à l'air, ou celui qui est trop sec, exposé dans des lieux humides, se tourmente, se déjoint ou se cofine[51].
- Travée - On se sert de ce terme pour exprimer la portion d'un plancher ou d'un parquet[52].
- Traverse - Toutes pièces de bois dont la situation doit être horizontale, lesquelles prennent différents noms selon la nature de l'ouvrage ; c'est pourquoi on dit : traverse du haut, du bas, du milieu, de fenêtre[note 1], de petit bois, de porte, de lambris, de chambranle, de bâti, etc.[52].
  - Traverse de ceinture - Celles qui sont assemblées dans le haut des pieds d'une table[52].
  - Traverse flottée - Celle qui passe derrière un panneau, et qui n'est pas apparente en parement, ou qui ne l'est qu'en partie sur un des deux parements[52].
  - Traverse (Fausse) - Celle qui est faite en bois mince, et qu'on rapporte sur un panneau de porte ou de volet[52].
- Traverser - Action de corroyer le bois en travers de sa largeur, soit avec la varlope ou le rabot ordinaire ou à dents - Par ce mot on exprime aussi l'action de replanir le parquet en feuille ou le plancher en frise ou à point de Hongrie sur place après sa pose ; ce qui se fait au rabot à deux fers[52].
- Trèfle - Profil en usage pour les fenêtres[note 1], il est composé de deux baguettes, entre lesquelles est un demi-cercle ou demi-ovale - Voir croisée[52].
- Tréteau - Barre assemblée dans quatre pieds ou montants, avec des traverses et une entretoise servant à supporter une table[52].
- Tringle - On donne ce nom aux Montants et Traverses de bois brut qu'on attache sur les murs, et sur lesquels on cloue la toile de tenture ; on nomme de même les ais de bois brut avec lesquels on construit les cloisons hourdées, ainsi que les petites alaises qu'on rapporte sur l'épaisseur des battants et traverses des portes, fenêtres[note 1], etc.[52].
- Trompillon - Dans un châssis d'imposte et circulaire, une petite partie de menuiserie assemblée dans la traverse du bas, qui à la forme d'un demi-cercle, et qui reçoit l'assemblage de tous les montants de petits bois qui tendent au point de centre[52].
- Trumeau - On nomme ainsi toute partie de menuiserie servant à revêtir l'espace qui se trouve entre deux fenêtres[note 1], soit qu'il y ait ou non une glace ; on donne aussi ce nom à tous les parquets de glace ; Voir Parquet[52].
- Trusquin - Outil servant à marquer l'épaisseur des tenons et la largeur des mortaises[53].
- Tuilage - désigne un phénomène de déformation du bois où une planche se courbe de manière à ressembler à une tuile. En menuiserie, il s'agit d'une déformation courante due à un déséquilibre d'humidité entre les faces du bois.

## U
- Uni - Se dit de tous les ouvrages qui sont faits en planches entières et blanchies, jointes ou non, à rainures et languettes, tels que les tablettes, cloisons, planchers, etc.[53].

## V
- Valet - Outil de fer servant à retenir le bois sur l'établi[53].
- Vanne - Espèce de porte mobile ouvrant verticalement entre deux coulisses servant à retenir ou lâcher les eaux d'une écluse, d'un étang[53].
- Vantaux, vantail ou battant - Ce qui signifie la partie d'une porte ou d'une fenêtre[note 1] quelconque - Ainsi on appelle porte ou fenêtre à un vantail celle qui n'est composée que d'une seule partie sur sa largeur, et à deux vantaux celle qui ouvre en deux parties[53].
- Varlope - Outil qui sert à corroyer le bois, c'est-à-dire à le dresser ; Demi-varlope - Outil qui sert à dégrossir ou faire le premier corroyage du bois[53].
- Veau - On nomme ainsi la levée qu'on fait dans une pièce de bois pour la cintrer, soit sur le champ, soit sur le plat[53].
- Veiné - Bois durs que l'on emploie en placage[53].
- Vide (tant plein que) - Il se dit des ais qui forment les cloisons à claire voie ; on dit qu'elles sont posées tant plein que vide, c'est-à-dire que l'espace entre chaque tringle est égale à la largeur de ces mêmes tringles[53].
- Vie tout en ou à vif - Par ce terme on entend une planche qui entre dans une autre sans qu'on ait rien diminué de son épaisseur ; tel est un panneau dans son bâti ; La même chose s'entend de l'ouvrage, comme, par exemple une porte entre toute en vie dans son bâti ou chambranle, lorsqu'elle n'a point de feuillure au pourtour, et qu'étant fermée son parement affleure avec le chambranle, etc.[53].
- Vilebrequin - Outil propre à faire les trous pour cheviller ou clouer l'ouvrage[54]
- Vive-arête - Battants corroyés dont les angles sont aigus[54].
- Volet - Fermeture intérieure et extérieure de châssis de fenêtres[note 1], de façades de boutiques, etc. - Il y a des volets brisés et des volets d'une seule feuille, ceux-là sont pour les intérieurs, ils se plient sur le dosseret et le plus souvent se doublent sur l'embrasure et sont renfermés par les chambranles ; ils sont d'assemblage et à cadre, ou sont simplement emboîtés. Les autres, qui sont pour les extérieurs, sont ordinairement faits de planches jointes à rainures et languettes emboîtées des deux bouts ou d'un seul bout, et barrés par le bas[54].
- Voliges ou Voliches - Planches de bois blanc, ordinairement de peupliers, qui n'ont que 5 à 8 lignes d'épaisseur ; les autres bois minces, soit de chêne, soit de sapin, se nomment feuillets - Voir Feuillet[54].
- Volute - Première partie du limon au bas d'un escalier et qui forme enroulement, ainsi que d'autres parties de menuiserie qui ont une courbure en spirale[54].
- Voussure - On donne ce nom aux parties de menuiserie cintrées en élévation, ou en plan et en élévation, qui revêtissent le haut d'une baie[54].
- Vrille - Petit outil de fer, servant à faire les trous qu'on ne peut faire avec le vilebrequin[54].